# Iguatama
Iguatama is een gemeente in de Braziliaanse deelstaat Minas Gerais. De gemeente telt 7.727 inwoners (schatting 2009).

## Aangrenzende gemeenten
De gemeente grenst aan Arcos, Bambuí, Doresópolis, Luz en Pains.